# Dmytro Mytrofanov
Dmytro Yuriyovych Mytrofanov –en ucraniano, Дмитро Юрійович Митрофанов– (Chernígov, URSS, 8 de noviembre de 1989) es un deportista ucraniano que compitió en boxeo. Ganó una medalla de bronce en el Campeonato Europeo de Boxeo Aficionado de 2011, en el peso medio.
En octubre de 2017 disputó su primera pelea como profesional. En su carrera profesional tuvo en total 13 combates, con un registro de 12 victorias y un empate.

## Palmarés internacional
| Campeonato Europeo | Campeonato Europeo | Campeonato Europeo | Campeonato Europeo |
| Año                | Lugar              | Medalla            | Categoría          |
| ------------------ | ------------------ | ------------------ | ------------------ |
| 2011               | Ankara (Turquía)   | Medalla de bronce  | 75 kg              |